# 恩斯特·厄皮克
恩斯特·尤利烏斯·厄皮克（1893年10月23日—1985年9月10日），是愛沙尼亞天文學家，其職業生涯有一半的時間是在北愛爾蘭的阿馬天文台。

## 生平

### 早年生活與教育
厄皮克生於愛沙尼亞西維魯縣昆達。他在莫斯科大學主要研究彗星、小行星、流星等太陽系中的小天體。並在塔爾圖大學取得博士學位。

### 職業生涯
1916年厄皮克在《天文物理期刊》發表了一篇預測目視雙星質量的論文。值得注意的是他以其中一顆成員星是白矮星的波江座40為例子。他發現該顆白矮星（波江座40B）的密度是太陽的25000倍，但在論文最後的結論中他認為不可能有如此高的密度。
1922年他發表了一篇測定仙女座星系和地球距離的論文。他使用一種新而簡單的方式測定出距離是450 kpc。他的結果比當時其他的估計值要來的接近（100至1000 kpc），並且較接近今日估計值（778 kpc），且比哈伯的估計值要更精確（275 kpc）。他的方式至今仍在使用。
1922年時，他早在太空探測器探測火星以前正確預測了火星表面撞擊坑生成頻率。1932年他提出理論指出，彗星可能起源自我們的太陽系。他相信彗星起源自假想的，在冥王星軌道之外的氣體雲區域；這個雲氣就是我們所知道的奥尔特云，或者是為了彰顯厄皮克而稱為厄皮克-歐特雲。而且他還發明了擺動相機（Rocking camera）以觀測流星。1951年厄皮克發表一篇討論3氦過程的論文描述在紅巨星中氦-4如何經由核反應轉變成碳-12；但他的研究成果被忽略了，因為愛德溫·歐內斯特·薩爾皮特同樣內容的論文在厄皮克的文章到達英國和美國時已經被發表了。
1972年，厄皮克發表了一篇月球來源是被地球捕獲假說的重要論文，該論文刊登於。該論文內容包含了月球破碎以及環的破碎和重新聚集。

### 與亞爾科夫斯基效應的關係
亞爾科夫斯基效應是由俄國土木工程師伊凡·亞爾科夫斯基利用工餘時間研究科學問題時所發現的，約在1900年時他在一本小冊子寫上「太空中自轉的天體受太陽光照射加熱使其受力，軌道上的小天體因此受到微弱但長期性的影響，尤其是流星和小行星。」若不是厄皮克約在1909年間讀到亞爾科夫斯基的筆記，那亞爾科夫斯基非凡的洞察力就不會公諸於世。數十年後，厄皮克回憶起那本小冊子，討論到亞爾科夫斯基效應對於太陽系中移動的流星，有著可能的重要性。

### 流亡海外
1944年蘇聯紅軍接近愛沙尼亞時，他離開了自己的祖國。他以難民身分居於德國並在難民營中擔任流亡德國的波羅的海國家人士建立的波羅的海大學（Baltic University in Exile）校長。1948年他在英國北愛爾蘭的阿馬天文台任職，並曾任美國馬里蘭大學客座教授。

## 獎項
- 1975年英國皇家天文學會金質獎章
- 1976年布魯斯獎

## 榮譽
- 小行星2099
- 火衛一的厄皮克撞击坑

## 後代
他的孫子伦比特·厄皮克（Lembit Öpik）曾擔任英國自由民主黨在蒙哥馬利郡選區的國會議員。伦比特因為有一些天文相關背景，因此他以大力支持尋找可能撞擊地球小行星計畫聞名。

## 外部連結
- 布魯斯獎網頁對於恩斯特·厄皮克的介紹 （页面存档备份，存于）
- 阿馬天文台對於恩斯特·厄皮克的介紹 （页面存档备份，存于）
- Evening Standard (London); "Lembit and his Very Cheeky Family"